# Mikroregion Přešticko
Mikroregion Přešticko je svazek obcí v okresu Plzeň-jih, jeho sídlem jsou Přeštice a jeho cílem je spolupráce obcí v řešení všestranného rozvoje členských obcí, zkvalitňování činnosti informačního centra, poradenská činnost pro obce a jejich samosprávy, organizování vzdělávacích akcí pro občany, podnikatele, zemědělce, společenské a zájmové organizace. Koordinace činnosti s kulturními institucemi, se školskými institucemi a s ostatními mikroregiony jak v rámci okresu, tak se sousedními okresy. Sdružuje celkem 21 obcí a byl založen v roce 1999[zdroj?].

## Obce sdružené v mikroregionu
- Bolkov
- Buková
- Chlumčany
- Dolce
- Horní Lukavice
- Horšice
- Kbel
- Lužany
- Nezdice
- Oplot
- Otěšice
- Přeštice
- Příchovice
- Ptenín
- Radkovice
- Roupov
- Řenče
- Skašov
- Soběkury
- Týniště
- Vlčí